# Aulendorf
Aulendorf är stad  i Landkreis Ravensburg i förbundslandet Baden-Württemberg i Tyskland. Folkmängden uppgår till ungefär 10 000 invånare.

## Vänorter
Aulendorf har sedan 1960 franska Conches-en-Ouche som vänort.